# RoboCop
RoboCop este un film de acțiune științifico-fantastic american din 1987 regizat de Paul Verhoeven. Acțiunea are loc în viitor, într-un Detroit, Michigan în care criminalitatea a atins cote alarmante. În viitor există centre RoboCop în care ofițerii de poliție care au fost uciși cu brutalitate sunt recreați sub forma unor cyborgi super-umani cunoscuți sub denumirea de RoboCop. Au interpretat actorii Peter Weller, Dan O'Herlihy, Kurtwood Smith, Nancy Allen, Miguel Ferrer și Ronny Cox. RoboCop a primit Premiul Saturn pentru cel mai bun film științifico-fantastic.
Filmul a fost conceput de Neumeier în timp ce lucra pe platourile de filmare ale lui Blade Runner (1982) și a dezvoltat ideea împreună cu Miner. Scenariul lor a fost cumpărat la începutul anului 1985 de producătorul Jon Davison pentru Orion Pictures. Găsirea unui regizor s-a dovedit dificilă; Verhoeven a respins scenariul de două ori pentru că nu a înțeles conținutul lui satiric, până când a fost convins de valoarea lui de către soția sa. Filmările principale au avut loc între august și octombrie 1986, în principal în Dallas, Texas. Rob Bottin a condus echipa de efecte speciale.
A avut mai multe continuări (RoboCop 2, RoboCop 3, seriale TV) și o refacere în 2014.

## Prezentare
Acțiunea filmului are loc în Detroit - în viitor - într-un oraș condus de o companie masivă și în care violența a atins cote alarmante. Compania a dezvoltat un mega-robot de luptă împotriva criminalității care are, din păcate, o gravă eroare de programare. Compania vede o modalitate de a câștiga înapoi suportul publicului, atunci când un polițist numit Alex Murphy este ucis cu brutalitate de către o bandă de infractori. Corpul lui Murphy este reconstruit într-un înveliș din oțel și numit RoboCop. RoboCop luptă cu mare succes împotriva criminalilor și devine o țintă a super-răufăcătorului Boddicker.

## Distribuție
- Peter Weller ca Ofițer Alex Murphy / RoboCop
- Nancy Allen ca Ofițer Anne Lewis
- Ronny Cox ca Richard "Dick" Jones, Președinte Senior OCP
- Kurtwood Smith ca Clarence Boddicker
- Miguel Ferrer ca Robert "Bob" Morton, director executiv OCP
- Dan O'Herlihy ca "Bătrânul" (președintele OCP)
- Paul McCrane ca Emil Antonowsky
- Ray Wise ca Leon Nash
- Jesse D. Goins ca Joe Cox
- Calvin Jung ca Steve Minh
- Michael Gregory ca Lt. Hedgecock
- Robert DoQui ca Sergent Warren Reed
- Felton Perry ca OCP Executive Donald Johnson
- Lee de Broux ca Sal
- S. D. Nemeth ca Bixby Snyder (actor de comedie de televiziune)